# Südergellersen
Südergellersen település Németországban, azon belül Alsó-Szászország tartományban. Lakosainak száma 1776 fő (2023. december 31.). Südergellersen Embsen és Oldendorf községekkel határos.

## Népesség
A település népességének változása:
| Lakosok száma | 1594 | 1675 | 1781 | 1816 | 1790 | 1776 |
|               | 2016 | 2017 | 2019 | 2021 | 2022 | 2023 |